# 張維達 (經濟學家)

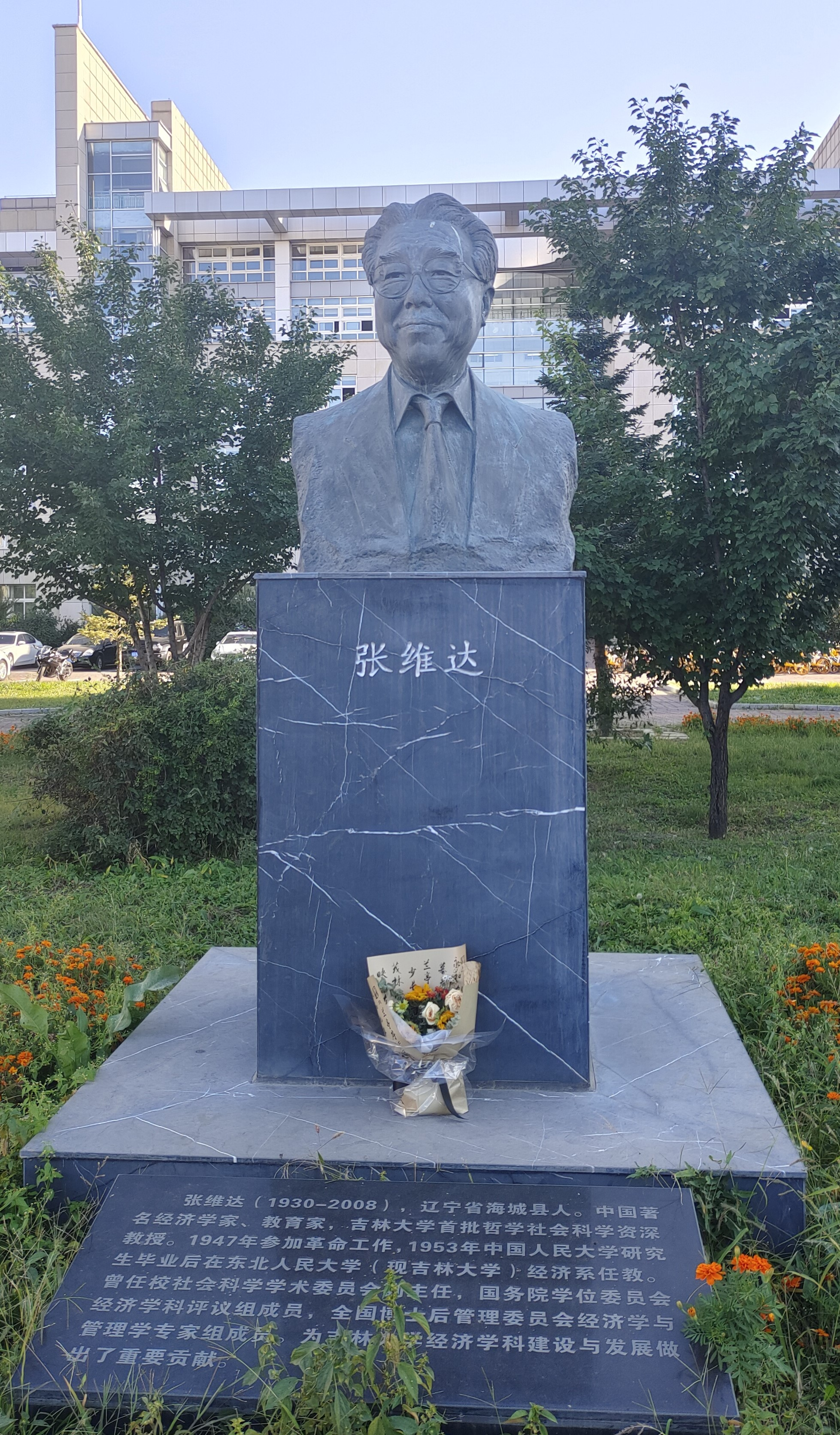
張維達塑像，位於吉林大學内

張維達（1930年1月—2008年5月9日），遼寧海城人，中華人民共和國經濟學家、教育家，吉林大學教授，為吉林大學首批哲學社會科學資深教授。中國共產黨黨員。

## 生平
1930年1月生於遼寧省海城縣，1947年10月參加革命，1949年入東北行政學院銀行系，1951年考入中國人民大學統計學專業，1953年7月研究生畢業，後於吉林大學任教。曾任吉林大學學位委員會委員暨經濟學分學委主席、國務院學位委員會第三屆經濟學科評議組成員、全國博士後管理委員會第三、四屆經濟學與管理學專家組成員、國家教委授予高校教授和副教授評審權諮詢專家、中國經濟規律研究會副會長、吉林省社科聯副主席、《經濟縱橫》雜誌主編等職，從事教學科研工作50餘年，推動吉林大學經濟學科建設與發展。中國大陸實行改革開放後，其主要從事政治经济学研究，研究中国市场经济与国有企业改革相關問題。1985年獲吉林省政府頒發人民教師榮譽證書，1990年評為吉林省優秀教師，1991年批准享受國務院政府特殊津貼，1997年被評為吉林省“三育人”先進個人，1998年和2002年分別獲中共吉林省委、省人民政府授予吉林省首批省管優秀專家和榮譽省管優秀專家，2000年獲教育部、國務院學位委員會授予全國優秀博士學位論文指導教師。2008年5月9日因病逝世於長春。

## 學術貢獻
張維達曾於1956年在第三期《經濟研究》上發表學術論文與蘇聯學者爭鳴，產生廣泛反響。自中國大陸改革開放以來，張維達出版學術著作20部、發表學術論文120餘篇，其主要研究市場經濟改革實踐面臨之現實問題，涉及商品經濟和價值規律、社會主義市場經濟及運行機制、收入分配、價格改革、流通體制改革、國有企業改革等方面。爲此，20世紀80年代以來，其先後獲國家、省、部級社會科學優秀成果15項次獎勵。1999年獲中國共產黨中央委員會宣傳部“五個一工程”獎，2001年獲中國管理科學研究院全國人文科學優秀成果獎。
張維達曾出版《张维达选集》與《张维达文集》，又曾主編《政治經濟學》、《社會主義市場經濟導論》等教材與教學用書。